# Journal of Historical Review
Journal of Historical Review (JHR) – nierecenzowane, pseudoakademickie czasopismo skupione na promowaniu negowania Zagłady Żydów. Było wydawany przez Institute for Historical Review (IHR) z siedzibą w Torrance w Kalifornii w latach 1980–2002.
Periodyk został założony w 1978 r. przez prawicowego aktywistę politycznego Willisa Carto.
Tematem przewodnim było negowanie Holokaustu (negacjonizm). W 1985 r. do kolegium redakcyjnego IHR dołączył Mark Weber, a w latach 1992–2000 pełnił funkcję redaktora naczelnego. „JHR” z kolegium redakcyjnym składającym się z negacjonistów z Niemiec (Udo Walendy, Wilhelm Stäglich i Georg Franz), Francji (Robert Faurisson i Henri Rouques), Argentyny (W. Beweraggi-Allende), Australii (John Bennet), Hiszpanii (Enrique Aynat), Włoch (Carlo Mattogno) stał się wyrocznią dla neo-nazistów na świecie.
„JHR” rozpoczął swoją działalność w 1980 r. jako kwartalnik. Nie był wydawany w okresie pomiędzy kwietniem 1996 r. a majem 1997 r., następnie kontynuowany aż do 2002 r. Po zaprzestaniu wydawania go w formie papierowej, IHR publikowało swoje czasopismo jedynie w formie online. Poprzednie wydania są opublikowane na stronie internetowej Instytutu.
Do krytyków periodyku należą m.in. Liga Antydefamacyjna, the Danish Center for Holocaust and Genocide Studies oraz naukowcy tacy jak Robert Haynok, historyk National Security Agency, oskarżający pismo o pseudonaukowość.
„The History Teacher” pisze: “Periodyk jest szokująco rasistowski i antysemicki: artykuły na temat ‘amerykańskiej upadłej polityki rasowej’ i teksty anty-izraelskie towarzyszą tym o komorach gazowych… Jest jasne, że nie mają intencji być kontynuacją tradycji rewizjonistycznej i należy określać ich mianem ‘negacjonistów Holokaustu’”. Amerykańskie stowarzyszenie zrzeszające historyków, The Organization of American Historians, zainicjowało badanie czasopisma, po którym panel orzekł, że jest on „niczym innym jak maskaradą naukowości”.